# Pteropus vetulus
Pteropus vetulus är en däggdjursart som beskrevs av Jouan 1863. Pteropus vetulus ingår i släktet Pteropus och familjen flyghundar. IUCN kategoriserar arten globalt som sårbar. Inga underarter finns listade.
Denna flyghund förekommer i Nya Kaledonien. Arten vistas i fuktiga skogar. Individerna vilar i trädens håligheter eller i grottor.